# Don’t Be Frightened of Turning the Page
A Don’t Be Frightened of Turning the Page a Bright Eyes második középlemeze, amelyet 2000. szeptember 21-én adott ki a 62TV Records és a Les Disques Mange-Tout az Egyesült Királyságban, valamint a Bad News Records Japánban. A világ többi országában a lemez a Vinyl Box Set összeállítás részeként érhető el.

## Leírás
A lemezen szereplő hat dalból négy a Son, Ambulance zenekarral közös Oh Holy Fools: The Music of Son, Ambulance & Bright Eyes albumról származik, kettő pedig új.
A Mirrors and Fevers a 2006-os Noise Floor (Rarities: 1998–2005) válogatásalbum elején is hallható. Az I Won’t Ever Be Happy Again a Son, Ambulance-szel közös Insound Tour Support Series No. 12 lemezen is szerepel, de míg a korábbi változatban csak akusztikus hangszereket használtak, az ezen az albumon szereplőben a több eszköz, például dobok is szerepelnek, valamint a hangzás is tisztább, illetve a szövegben is történtek apróbb módosítások.

## Számlista
Az összes dal szerzője a Bright Eyes és a Son, Ambulance. 
| 1.    | Going for the Gold                                                           | 5:06 |
| 2.    | Oh, You Are the Roots That Sleep Beneath My Feet and Hold the Earth in Place | 3:10 |
| 3.    | I Won’t Ever Be Happy Again                                                  | 2:37 |
| 4.    | No Lies, Just Love                                                           | 5:58 |
| 5.    | Kathy, With a K’s Song                                                       | 5:28 |
| 6.    | Mirrors and Fevers                                                           | 2:03 |
| 24:22 |                                                                              |      |

## Közreműködők

### Bright Eyes
- Conor Oberst – ének, gitár, elektromos gitár, zongora, billentyűk
- Mike Mogis – szöveg, basszusgitár, pedal steel gitár, mandolin, elektromos zongora, vibrafon, szintetizátor, ütőhangszerek
- Andy LeMaster – szöveg, billentyűk
- Jiha Lee – fuvola
- Justin Oberst – trombita
- Shane Aspegren – dob
- Steve Micek – kürt

### Gyártás
- Zack Nipper – borító

## Fordítás
Ez a szócikk részben vagy egészben  a   Don't Be Frightened of Turning the Page című angol Wikipédia-szócikk ezen változatának fordításán alapul.  Az eredeti cikk szerkesztőit annak laptörténete sorolja fel. Ez a jelzés csupán a megfogalmazás eredetét és a szerzői jogokat jelzi, nem szolgál a cikkben szereplő információk forrásmegjelöléseként.